# IFK Mariehamn
IFK Mariehamn este un club de fotbal din Mariehamn, Finlanda. Echipa susține meciurile de acasă pe Wiklöf Holding Arena cu o capacitate de 4.000 de locuri.